# برناردو سيجال
برناردو سيجال (بالإنجليزية: Bernardo Segall)‏ هو موسيقي وعازف بيانو وملحن أمريكي، ولد في 4 أغسطس 1911 في كامبيناس في البرازيل، وتوفي في 26 نوفمبر 1993 في لوس أنجلوس في الولايات المتحدة.

## وصلات خارجية
- برناردو سيجال على موقع IMDb (الإنجليزية)
- برناردو سيجال على موقع قاعدة بيانات برودواي على الإنترنت (الإنجليزية)
- برناردو سيجال على موقع قاعدة بيانات برودواي على الإنترنت (الإنجليزية)
- برناردو سيجال على موقع قاعدة بيانات الفيلم (الإنجليزية)